# Leknínotvaré
Leknínotvaré (Nymphaeales) je řád nižších dvouděložných rostlin. Zahrnuje celkem 3 čeledi výlučně vodních rostlin, kořenujících ve dně a kvetoucích většinou nápadnými květy, otevírajícími se nad hladinou. U většiny zástupců došlo adaptací na vodní prostředí k druhotné ztrátě pravých cév ve vodivých pletivech.

## Popis
Zástupci všech tří čeledí jsou sladkovodní rostliny, kořenující ve dně. Listy jsou s výjimkou rodu Cabomba nečleněné, s ponořenou, plovoucí nebo vynořenou čepelí. Adaptace na vodní prostředí vedla ke zřejmě druhotné ztrátě podpůrných pletiv a pravých cév, které zůstávají zachovány pouze u čeledi Hydatellaceae. Květy jsou s výjimkou rodu Trithuria (Hydatellaceae) nápadné a rozvíjející se nad hladinou.

## Taxonomie
Řád Nymphaeales náleží spolu s řády Austrobaileyales a Amborellales do takzvané skupiny anita. Je to parafyletická skupina několika samostatných vývojových větví, stojících na samém základu stromu krytosemenných rostlin.
Pojetí čeledí řádu Nymphaeales bylo v různých botanických systémech dosti různé. Cronquist odděloval od leknínovitých samostatnou čeleď Barclayaceae, Tachtadžjan navíc i Nupharaceae. Do příbuzenstva leknínovitých byly klasickými taxonomy včetně Dahlgrena řazeny i růžkatcovité (Ceratophyllaceae). Ve starších verzích systému APG (APG I, APG II) byla čeleď leknínovité pojata široce (včetně Cabombaceae) a ponechána nezařazená do řádu v rámci bazálních dvouděložných rostlin. Zajímavou historii má čeleď Hydatellaceae, která byla v klasické taxonomii i v systémech APG I a APG II řazena mezi jednoděložné rostliny.

## Seznam čeledí
- kabombovité (Cabombaceae)
- leknínovité (Nymphaeaceae)
- Hydatellaceae